# Greatest Hits (The Notorious B.I.G)
Greatest Hits é um álbum de greatest Hits de The Notorious B.I.G, lançado em 2007 pela Bad Boy Records
O álbum vendeu 178.702 unidades em quatro semanas. O álbum foi certificado como platina pelo BPI e pela RIAA e já vendeu mais de 1.003.000 cópias nos Estados Unidos até o momento.

## Faixas
Todas as música por, The Notorious B.I.G lista das músicas abaixo.
| #  | Título                                                                                | Produtor(es)                                  | Duração                |
| -- | ------------------------------------------------------------------------------------- | --------------------------------------------- | ---------------------- |
| 1  | "Juicy"                                                                               | Poke, P. Diddy                                | 4:13                   |
| 2  | "Big Poppa"                                                                           | Chucky Thompson, P. Diddy                     | 4:11                   |
| 3  | "Hypnotize"                                                                           | D-dot,Ron "Amen-ra" Lawrence, P. Diddy        | 3:49 (Versão do álbum) |
| 4  | "One More Chance (canção de The Notorious B.I.G.)(remix)"                             | P. Diddy, Rashad smith                        | 4:29                   |
| 5  | "Get Money" (feat. Junior M.A.F.I.A.)                                                 | Ez elpee                                      | 4:34                   |
| 6  | "Warning"                                                                             | ?                                             | 3:31                   |
| 7  | "Dead Wrong" (feat. Eminem)                                                           | ?                                             | 4:04                   |
| 8  | "Who Shot Ya?"                                                                        | Nashlem myrick, Jean Claude Olivier, P. Diddy | 5:20                   |
| 9  | "Ten crack commandments"                                                              | DJ Premier                                    | 3:24                   |
| 10 | "Notorious thugs"                                                                     | ?                                             | 6:07                   |
| 11 | "Notorious B.I.G (song)" (feat. Lil' Kim, P. Diddy                                    | David vanderpool, Sean combs                  | 3:11                   |
| 12 | "Nasty girl" (feat. Jagged Edge, P. Diddy,                                            | Avery Storm, Nelly                            | 4:52                   |
| 13 | "Unbelievable"                                                                        | DJ Premier                                    | 3:40                   |
| 14 | "Niggas Bleed"                                                                        | ?                                             | 5:10                   |
| 15 | "Running Your Mouth" (feat. Snoop Dogg, Busta Rhymes, Nate Dogg, Foxy Brown, Fabolous | ?                                             | 3:33                   |
| 16 | "Want That Old Thing Back" (feat. Ja rule, Ralph Tresvant                             | Jonathan "Jon Boy" Jordan                     | 4:58                   |
| 17 | "Fuck You Tonight"                                                                    | ?                                             | 5:46                   |